# 大貝雷茲內區

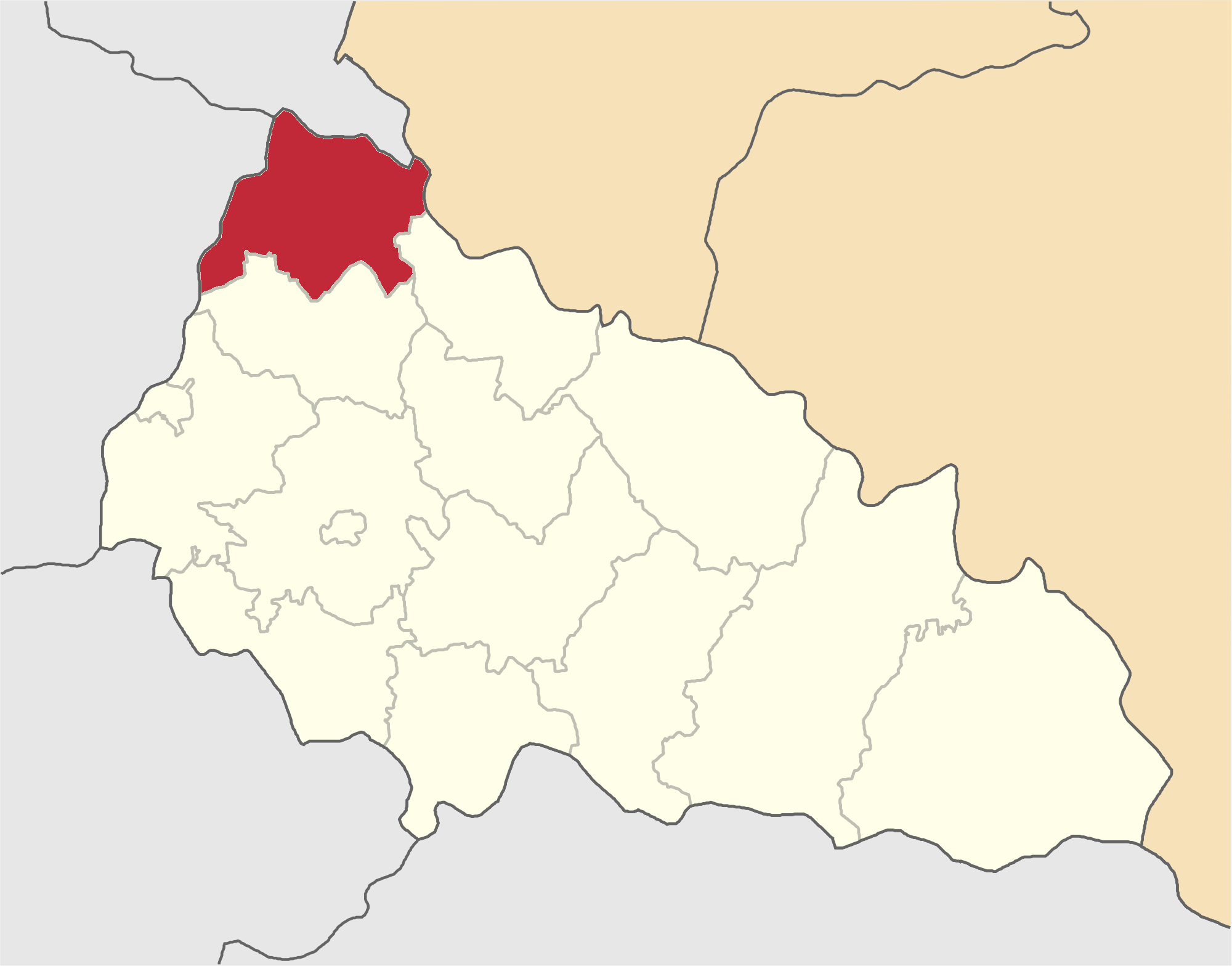

大貝雷茲內區（烏克蘭語：Великоберезнянський район）曾是烏克蘭的一個區，位於該國西部，由外喀爾巴阡州負責管轄，首府設於大貝雷茲內，面積809平方公里，2015年人口26,784，人口密度每平方公里32.6人。
2020年7月18日乌克兰施行了行政区划改革，外喀爾巴阡州的区份数量减至6个，大貝雷茲內區合并至烏日霍羅德區。